# Asmara flygplats
Asmara flygplats är en flygplats i Eritrea.   Den ligger i regionen Maakel, i den centrala delen av landet, 6 km söder om huvudstaden Asmara. Flygplatsen ligger 2 335 meter över havet.